# Digital Shades Volume 1
Digital Shades Volume 1 je album od francouzské elektronické skupiny M83 vydané 3. září 2007.

## Seznam skladeb
1. "Waves, Waves, Waves" – 2:32
2. "Coloring the Void" – 3:29
3. "Sister (Part 1)" – 2:16
4. "Strong and Wasted" – 1:58
5. "My Own Strange Path" – 3:49
6. "Dancing Mountains" – 5:07
7. "Sister (Part 2)" – 2:23
8. "By the Kiss" – 4:03
9. "Space Fertilizer" – 2:00
10. "The Highest Journey" – 8:16